# 972 Cohnia
972 Cohnia, asteroid glavnog pojasa. Otkrio ga je Max Wolf, 18. siječnja 1922.

## Vanjske poveznice
- Minor Planet Center